# ERNO
La ERNO Raumfahrttechnik GmbH, nata come Entwicklungsring Nord - ERNO, fu una società tedesca di aerospazio, nata nel 1964.

## Storia
Nel 1961 la Focke-Wulf, Weserflug e Hamburger Flugzeugbau (HFB) firmano un accordo per collaborare nel settore dell'aerospazio. A fine 1964 viene fondata da Hamburger Flugzeugbau e Vereinigte Flugtechnische Werke (VFW) la Entwicklungsring Nord (ERNO) con sede a Brema. Con il nome ERNO Raumfahrttechnik GmbH nasce il 1º gennaio 1967 una GmbH. Il capitale sociale fu di 10 milioni di Deutsche Mark ripartiti al 60% di VFW e 40% di HFB.

## Programmi
- European Launcher Development Organisation (ELDO): sviluppo del Europa (lanciatore), 1973.
- TD-1A: Satellite della European Space Research Organisation (ESRO).
- Azur (satellite): Primo satellite tedesco.
- HELIOS: sonda spaziale
- GEOS: ERNO fu capocommessa MESH.
- Spacelab: stazione spaziale
- TEXUS: programma scientifico Technologische Experimente unter Schwerelosigkeit.

ERNO sviluppò anche diversi sistemi e componenti per aerospazio, tra i quali il razzo Ariane.
Nel 1982 la Messerschmitt-Bölkow-Blohm acquisisce la Vereinigte Flugtechnische Werke (VFW) e così anche la ERNO. MBB venne poi fusa nel 1989 nella Deutsche Aerospace Aktiengesellschaft (DASA).